# Lieselotte Klingler
Lieselotte Klingler, auch Liselotte Klingler, Liselott Klingler, Lieselott Klingler, Lieselotte Klingler-Stein oder Lieselotte Stein (* 23. Juli vor 1936; † nach 1950) war eine deutsche Schauspielerin und Hörfunksprecherin.

## Biografie
Sie wirkte von 1936 bis 1943 an einer Reihe von Filmen mit, zunächst in Jungmädelrollen. Höhepunkt ihrer Karriere war die Hauptrolle in Wenn Männer verreisen (1940), danach folgten noch einige Nebenrollen, im Film Titanic (1943) schließlich ohne Namensnennung im Abspann. Nach 1945 arbeitete Klingler wie ihr Mann Hanns Stein für den Hörfunk. Ab Februar 1947 moderierte sie bei Radio München ein „literarisches Rätselraten“ gemeinsam mit Eduard Ritschard. Sie war auch beteiligt an Hörspielen. Weitere Filmauftritte folgten nicht. Stattdessen wurde die Wahl-Münchnerin von Bayerischen Rundfunk als Fernsehregisseurin angestellt.

## Filmografie
- 1936: Weiberregiment
- 1937: Spiel auf der Tenne – Regie: Georg Jacoby
- 1939: Ein schwieriger Fall – Regie: Fred Lyssa
- 1939: Der Mann mit dem Plan – Regie: Hans Fritz Köllner
- 1939: Die barmherzige Lüge – Regie: Werner Klingler
- 1940: Wenn Männer verreisen – Regie: Georg Zoch
- 1941: Ein Windstoß – Regie: Walter Felsenstein
- 1943: Floh im Ohr – Regie: Paul Heidemann
- 1943: Titanic

## Hörspiele
- 1946: Drei Mann auf einem Pferd – Regie: Helmut Brennicke
- 1947: Die Kehrseite der Medaille – Regie: Helmut Brennicke
- 1948: Sturm im Wasserglas – Regie: Fritz Benscher
- 1950: Brumml-G’schichten (17. Folge: Das Wellenfieber) – Regie: Kurt Wilhelm